# Lynn Shackelford
Ray Lynn Shackelford (Burbank, 27 agosto 1947) è un ex cestista statunitense, professionista nella ABA.

## Carriera
Venne selezionato dai San Diego Rockets al settimo giro del Draft NBA 1969 (91ª scelta assoluta).

## Palmarès
- 3 volte campione NCAA (1967, 1968, 1969)